# Melipotes
A Melipotes a madarak osztályának verébalakúak (Passeriformes) rendjébe és a mézevőfélék (Meliphagidae) családjába tartozó nem.

## Rendszerezésük
A nemet Philip Lutley Sclater angol ügyvéd és zoológus írta le 1874-ben, az alábbi 3 vagy 4 faj tartozik ide:
- sárgaképű mézevő (Melipotes ater)
- foltoshasú mézevő (Melipotes gymnops)
- hamuszínmellű mézevő (Melipotes fumigatus)
- Melipotes carolae[1]

## Előfordulásuk
Új-Guinea szigetén honosak. Természetes élőhelyeik a szubtrópusi és trópusi hegyi esőerdők. Állandó, nem vonuló fajok.

## Megjelenésük
Testhosszuk 21,5–31 centiméter közötti.

## Életmódjuk
Táplálkozásukról kevés az adat, valószínűleg gyümölcsöt fogyasztanak.